# Luigi Riva
Luigi "Gigi" Riva, född 7 november 1944 i Leggiuno, Lombardiet, död 22 januari 2024 i Cagliari, Sardinien, var en italiensk professionell fotbollsspelare (anfallare) som är den bästa målskytten genom tiderna i Italiens landslag. Han spelade nästan hela sina proffskarriär i Cagliari och utmärkte sig genom stark nickförmåga och sin vänsterfot vilket gjorde honom till en av sin generations bästa anfallare. 
Riva började sin karriär i Legnano 1962 men köptes nästa säsong av Cagliari där han stannade resten av karriären. Han debuterade för Cagliari i september 1964 i en ligamatch mot Roma. Riva tillbringade 13 av sina 14 säsonger som fotbollsspelare i Cagliari. Han spelade 315 ligamatcher och gjorde 164 ligamål för klubben och blev skyttekung i Serie A 1967, 1969 och 1970. Hans största merit inom klubblagsfotbollen kom 1970 då Cagliari sensationellt blev italienska mästare.
Han spelade 1965–1974 42 landskamper och gjorde 35 mål för det italienska landslaget som deltog i två VM-turneringar (VM 1970 och VM 1974). Han debuterade 27 juni 1965 i en landskamp mot Ungern. Hans största framgång med landslaget blev EM-guldet på hemmaplan 1968 där han gjorde ett mål i finalen samt VM-silvret 1970 efter finalförlust mot Brasilien. Riva gjorde bland annat segermålet mot Västtyskland i semifinalen. 
Riva missade VM 1966 på grund av ett brutet ben han ådrog sig i en match mot Portugal kort innan turneringen. Han deltog sedan i VM 1970 men bröt benet på nytt kort därefter i en match mot Österrike. Efter VM 1974, där Riva var en av flera italienska spelare som spelade dåligt, slutade Riva i landslaget och efter ett flertal svåra skador tvingades han avsluta fotbollskarriären 1978.
På senare år var Riva en del av det italienska fotbollslandslagets lagledning och var med när Italien vann sitt fjärde VM-guld 2006.

## Meriter
- 42 A-landskamper/35 mål
- VM-silver 1970
- Europamästare 1968

- Italiensk mästare 1970
- 3 gånger skyttekung i Serie A